# Rhyssemus insularis
Rhyssemus insularis är en skalbaggsart som beskrevs av Riccardo Pittino 1983. Rhyssemus insularis ingår i släktet Rhyssemus och familjen Aphodiidae. Inga underarter finns listade i Catalogue of Life.